# Hesselman-Motor

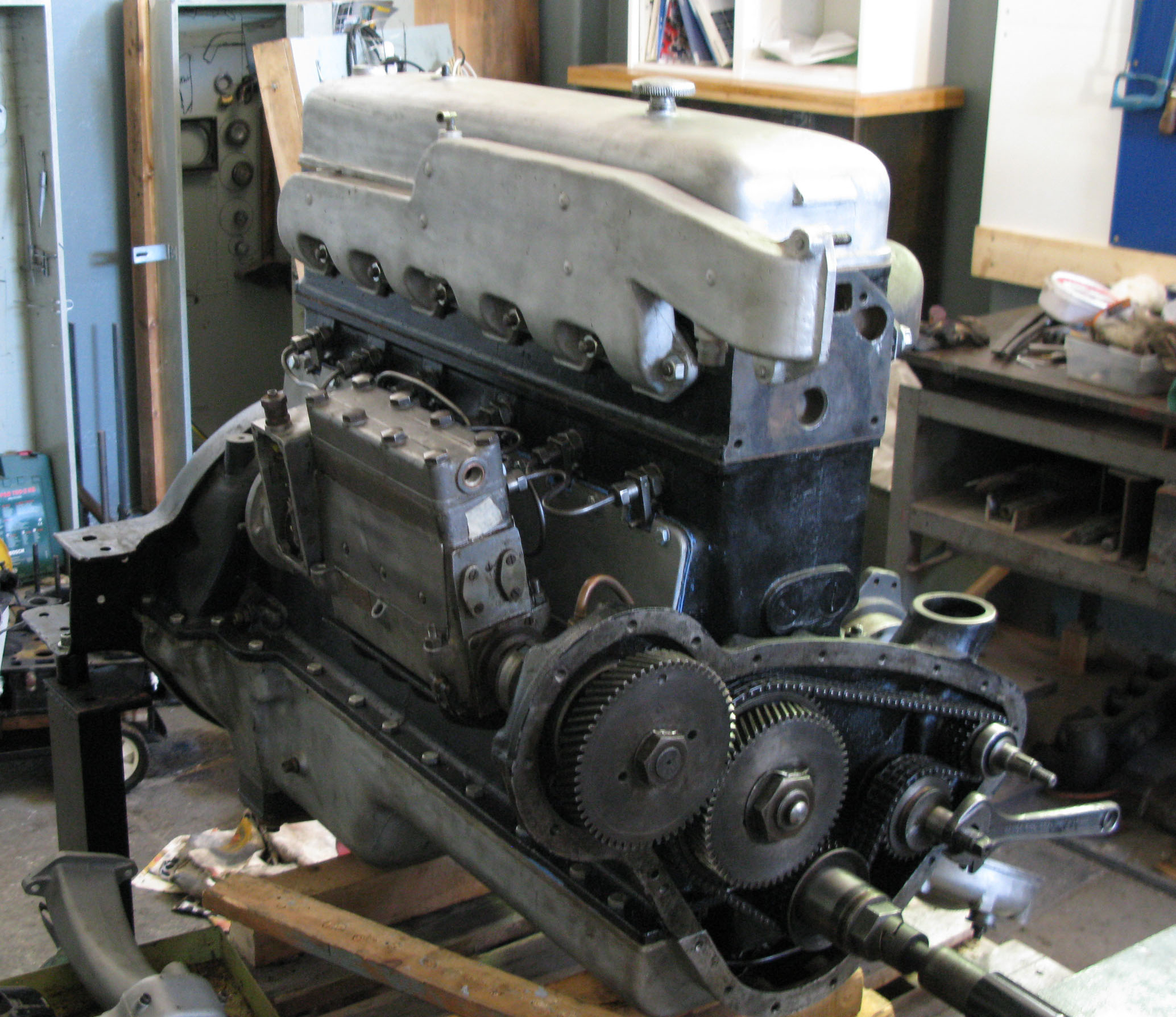
Hesselman-Motor von Tidaholms bruk

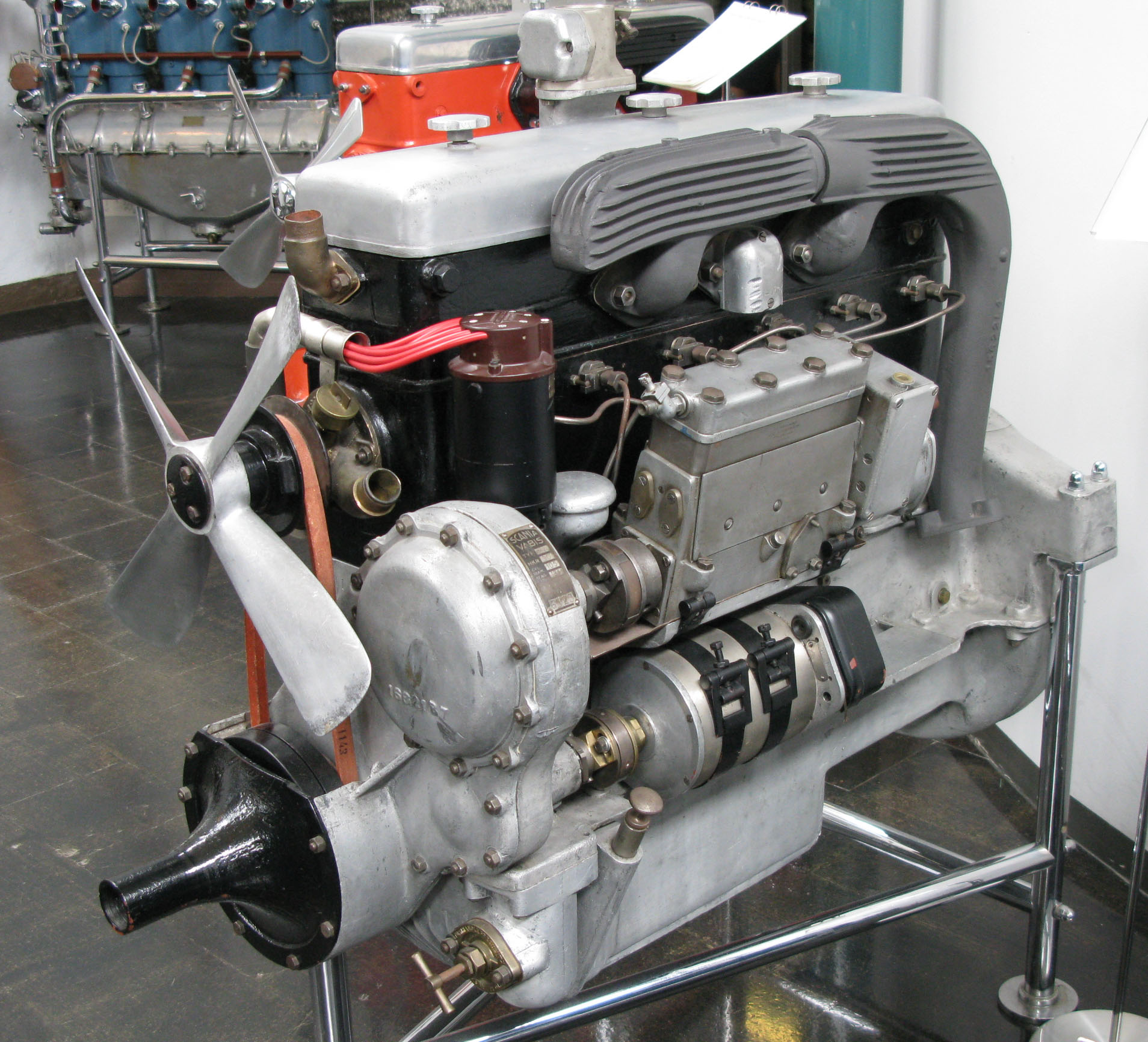
Hesselman-Motor von Volvo

Der Hesselman-Motor wurde von dem schwedischen Ingenieur Knut J. E. Hesselman um 1925 entwickelt. Der Hesselman-Motor verbindet Eigenschaften von Otto- und Dieselmotoren.

## Entwicklungsgeschichte
Anfang der 1920er Jahre entwickelte Hesselman das erste Verfahren zur Direkteinspritzung von Benzin bei offenem Brennraum und Ladungsschichtung für Fahrzeugmotoren.
Alle drei schwedischen Automobilhersteller, Scania-Vabis, Volvo und Tidaholms bruk bauten diesen Motor. Scania-Vabis ersetzte ab 1936 und Volvo ab 1947 die Hesselman-Motoren durch modernere Maschinen. Waukesha Engines in den USA, AEG in Deutschland, Stork in den Niederlanden und die Grazer Waggon- und Maschinenfabrik in Österreich bauten Hesselman-Motoren in Lizenz und entwickelten diese zum Teil auch weiter.

## Bauart und Funktionsweise
Der Hesselman-Motor wird wegen seiner Vielstofffähigkeit auch zu den Hybrid- und Vielstoffverfahren gezählt und als Mitteldruckmotor bezeichnet. Er verdichtet reine Luft, die Verdichtungsverhältnisse liegen zwischen 1:8 und 1:10 bei einem Enddruck von durchschnittlich 17,5 bar und einer Endtemperatur von 400 °C. Der mittlere Arbeitsdruck erreicht bei Drehzahlen unter 1000/min über 7 bar und fällt auf 4,5 bar bei der Höchstdrehzahl von 2400/min. Der Motor hat im Vergleich zu zeitgenössischen Motoren eine gute Leistungsentfaltung und einen niedrigen Kraftstoffverbrauch. Er kann direkteingespritzes Schwer- und Leichtöl verbrennen.
Der Hesselman-Motor enthält die komplizierten Teile eines Dieselmotors, die mit Teilen des Ottomotors kombiniert werden, kann im Vergleich mit dem Dieselmotor jedoch im Verlauf des ganzen Arbeitsspiels mit niedrigeren Drücken betrieben werden. Jeder Zylinder besaß eine separate Einspritzpumpe, die von einer Nockenwelle angetrieben wurde. Unterhalb der Pumpen war eine Regulierwelle, die die Einspritzmenge für jeden Zylinder bemaß, wobei der Unterschied zwischen den einzelnen Zylindern nicht mehr als 2 % betrug. Spätere Motoren hatten eine Reiheneinspritzpumpe. Der spezifische Verbrauch bei Volllast lag zwischen 220 und 280 g/PSh (300 und 381 g/kWh). Bei Testfahrten mit einem sechs Tonnen schweren Lastkraftwagen betrug der Verbrauch an Gasöl 20,2 l/100 km.
Der Hesselmanmotor ist ein Motor mit innerer Gemischbildung, heterogenem Gemisch, Fremdzündung, Qualitätsänderung bei Volllast und Quantitätsänderung bei Teillast und im Leerlauf. Das Hesselmanverfahren ist ein hybrides Verfahren und ist technisch dem Ottoverfahren mit Direkteinspritzung nahe. Um ein heterogenes Brennstoff-Luftgemisch zu erreichen, wird durch eine Abschirmung des Einlassventils die angesaugte Luft in Rotation versetzt, mit einer Düse werden kurz vor dem oberen Totpunkt unter niedrigem Druck zwei Strahlen Brennstoff in den Luftwirbel eingespritzt, woraufhin mit einer Zündkerze die Verbrennung eingeleitet wird. Der Einspritzbeginn, nicht jedoch das Einspritzende, ist veränderlich; die Einspritzung endet 17 °KW vor OT. Zur Regulierung der Motorleistung werden die Drosselklappenstellung und die Einspritzmengenregulierung der Brennstoffpumpe verwendet: Während des Leerlaufes und niedriger Last wird das Drehmoment über die Drosselung der Ansaugluft eingestellt, da die Verbrennung sonst instabil werden würde; bei hoher Last wird das Drehmoment hingegen durch Veränderung der Menge des eingespritzten Kraftstoffes eingestellt.

Der Motor wird mit Benzin gestartet und dann auf Dieselkraftstoff oder Kerosin umgeschaltet, vor dem Ausschalten wird wieder auf Benzin geschaltet um Ablagerungen in den Zylindern zu verbrennen. 

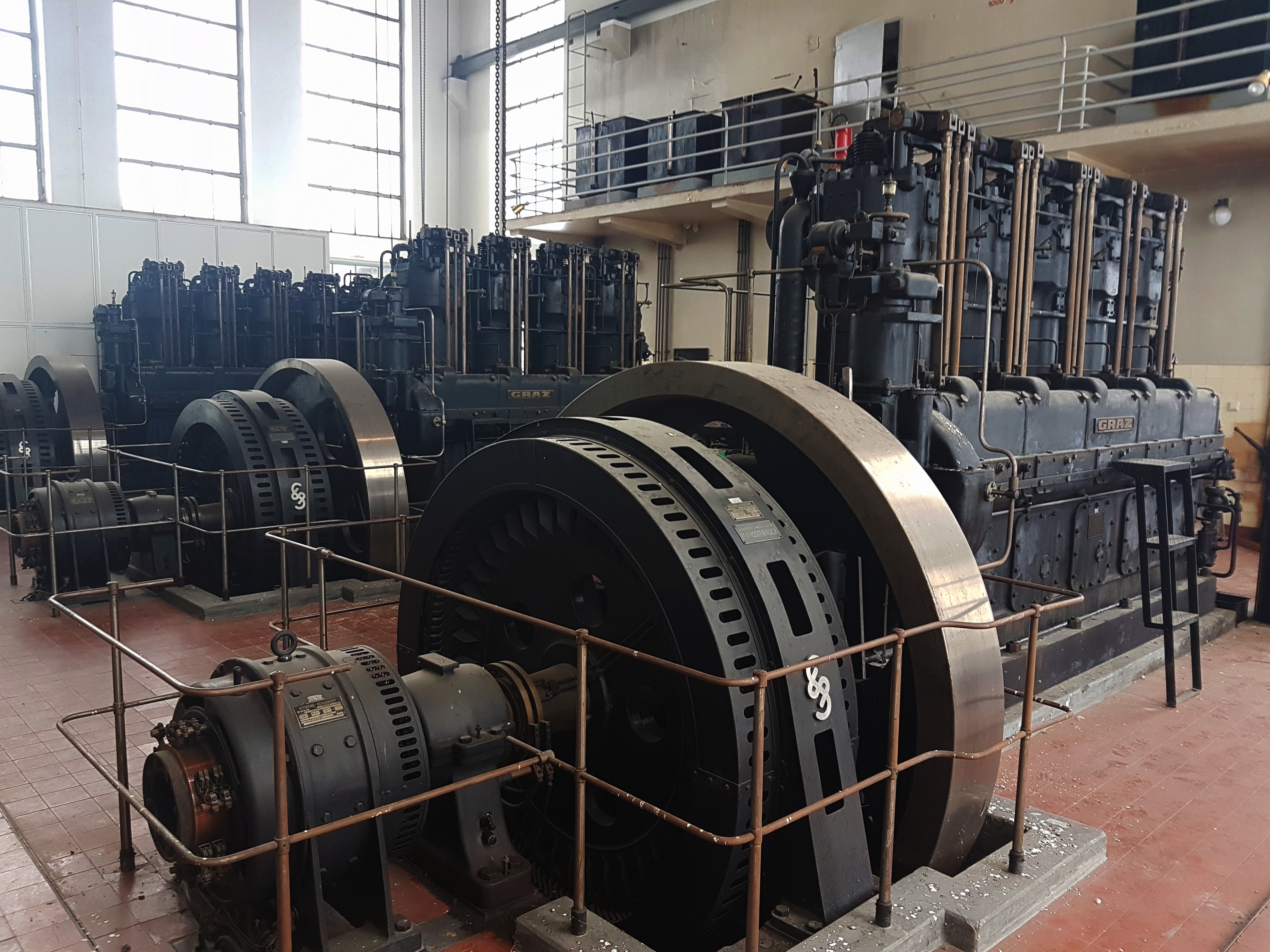
Hesselman-Dieselmotore (1932/33) als Stromaggregate des Senders Bisamberg
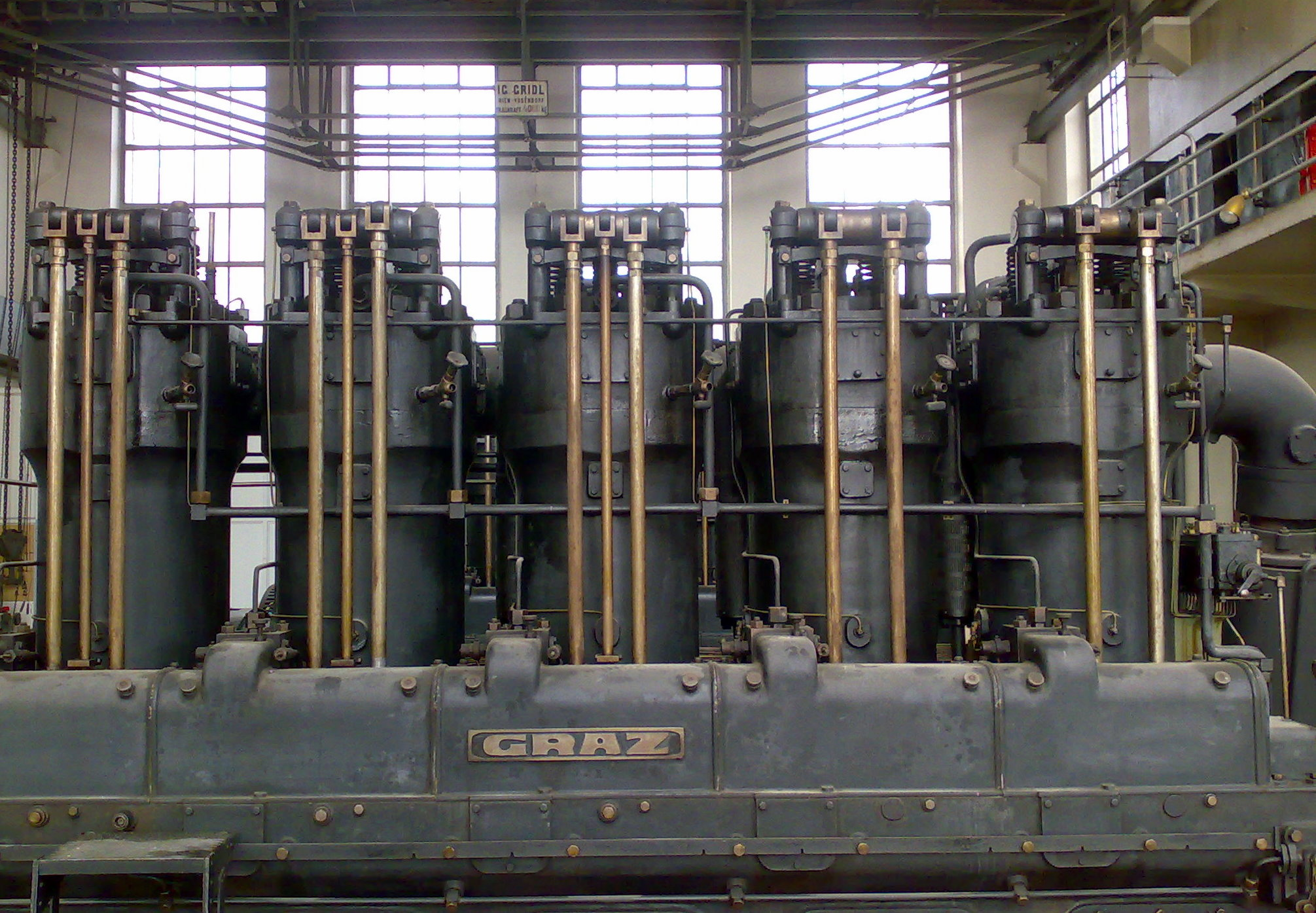
Fünfzylinder Hesselman-Dieselmotor der Grazer Waggonfabrik
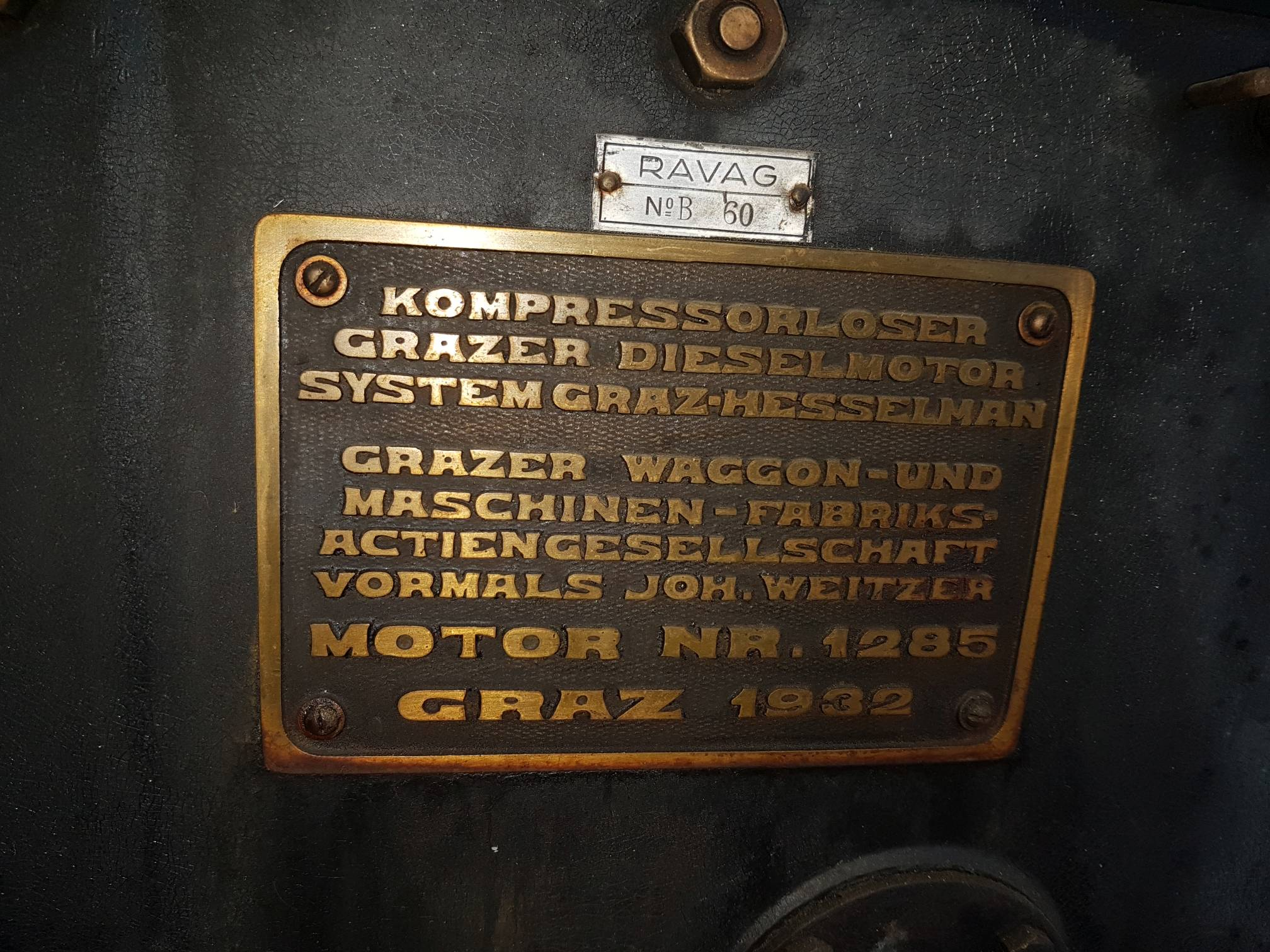
Typenschild eines „Graz-Hesselman“-Dieselmotors